# Eric Garcetti
Pour les articles homonymes, voir Garcetti.
Eric Garcetti, né le 4 février 1971 à Los Angeles, est un homme politique et diplomate américain. Membre du Parti démocrate, il est maire de Los Angeles de 2013 à 2022 et ambassadeur des États-Unis en Inde de 2023 à 2025.

## Biographie

### Jeunesse et formation
Eric Garcetti obtient un bachelor’s degree en science politique, ainsi qu'un master's degree en relations internationales de l'université Columbia. Il bénéficie d'une bourse Rhodes et poursuit ses études au Royaume-Uni, au Queen's College d'Oxford et à la London School of Economics,.

### Carrière politique
Avant d'effectuer ses débuts en politique, Eric Garcetti enseigne à l'université d'arts libéraux Occidental College et à l'université de Californie du Sud. En 2001, il est élu comme représentant du 13e district au conseil municipal, qu'il préside de 2006 à 2012.
Le 21 mai 2013, il remporte l'élection municipale, organisée sur une base non partisane, face à Wendy Greuel, elle aussi membre du Parti démocrate. Après avoir accompli deux mandats, le maire sortant, Antonio Villaraigosa, ne pouvait y prendre part. Garcetti prête serment le 30 juin et devient le 42e maire de Los Angeles, le plus jeune depuis plus d'un siècle. Il est réélu le 7 mars 2017.
Après la victoire de Donald Trump lors de l'élection présidentielle de 2016, Eric Garcetti est mentionné à plusieurs reprises pour représenter le camp démocrate en vue de l'élection présidentielle de 2020. Il a d'ailleurs exprimé publiquement son intérêt pour cette échéance électorale,. Cependant, il déclare le 29 janvier 2019 qu'il ne sera pas candidat.
Après deux mandats, il ne peut se représenter à sa succession à la mairie. En juillet 2021, le président Joe Biden propose de le nommer ambassadeur en Inde. Sa nomination est approuvée par le Comité des affaires étrangères du Sénat des États-Unis en janvier 2022 mais en mars, les sénateurs républicains Chuck Grassley et Joni Ernst sortent sa nomination de l'ordre du jour (en), en attendant d'avoir plus d'informations sur la conduite de Garcetti dans une affaire de harcèlement sexuel touchant un proche conseiller, Rick Jacobs, et en particulier de savoir si Garcetti était au courant des accusations contre son conseiller. Le vote du Sénat sur la nomination de Garcetti n'a pas lieu,,,. Le 15 mars 2023, sa nomination est approuvée au Sénat par 52 voix (42 sénateurs s'opposant à sa nomination). Il quitte son poste en janvier 2025, à la fin du mandat de Joe Biden.

### Autres activités
Eric Garcetti est membre du syndicat professionnel SAG-AFTRA représentant acteurs et figurants. En 2010, il tient son propre rôle dans le feuilleton télévisé La Force du destin (All My Children). Il interprète le rôle de maire de Los Angeles dans les séries The Closer et Major Crimes,.
Garcetti est lieutenant de l'United States Navy Reserve. Il fait partie du service de renseignement de la Navy. Sa période d'engagement de huit ans se termine à la fin de l'année 2013.

### Vie privée et famille
Eric Garcetti est le fils de Gil Garcetti, procureur (district attorney) du comté de Los Angeles de 1992 à 2000. Ses grands parents paternels sont des émigrants mexicains. Les parents de sa mère sont des émigrés juifs d'Europe de l'Est. Les deux familles se sont établies à Boyle Heights, dans la banlieue de Los Angeles, lors de leur arrivée aux États-Unis au début du XXe siècle.